# Dicranomyia (Dicranomyia) wundurra
Dicranomyia (Dicranomyia) wundurra is een tweevleugelige uit de familie steltmuggen (Limoniidae). De soort komt voor in het Australaziatisch gebied.